# Лебедев, Яков Сергеевич
Яков Сергеевич Лебедев (22 апреля 1935, Киев, УССР, СССР — 25 сентября 1996, Москва, Российская Федерация) — советский учёный, доктор химических наук. Под его руководством разработан оригинальный метод — ЭПР в сверхсильных полях, на базе которого были изготовлены спектрометры ЭПР двухмиллиметрового диапазона, не имевшие аналогов за рубежом, и ЭПР в неоднородных полях (ЭПР-томография). Руководитель научно-методического центра РАН по спектроскопии ЭПР (с момента образования центра в 1985 г.), заведующий отделением кинетики и катализа Института химической физики им. Н. Н. Семёнова РАН (в 1990-е гг.). Член редакционной коллегии журналов «Структурная химия», «Физическая химия», «Applied Magnetic Resonance».

## Биография
Родился 22 апреля 1935 г. в Киеве. Окончил школу с золотой медалью и поступил на физико-химический факультет Московского физико-технического института (МФТИ) в 1953 году.
Зачислен сотрудником Института химической физики АН СССР (ИХФ РАН) в 1959 году.
В 1963 году защитил кандидатскую диссертацию.
В 1966 году возглавил лабораторию химической радиоспектроскопии ИХФ РАН.
В 1970-х гг. «начал развивать теоретические принципы новых методов ЭПР-спектроскопии: ЭПР в высоких магнитных полях, ЭПР-томографию, Фурье-ЭПР-спектроскопию. Экспериментальные приборы, созданные под его руководством, не имели аналогов до середины 1980-х гг.»
В 1970 году защитил докторскую диссертацию «Свободные радикалы в твердых телах».
Профессор кафедры химической физики МФТИ с 1974 года.
В 1970—1987 гг. был руководителем комиссии по радиоспектроскопии АН СССР, в 1969—1989 — членом Учёного совета АН СССР по молекулярным структурам и кинетике.
В 1985 г. постановлением ГКНТ СССР на базе лаборатории был организован Научно-методический центр АН СССР по спектроскопии ЭПР, который, в том числе, сотрудничал с крупными зарубежными центрами (Национальный биомедицинский центр ЭПР в Милуоки, Исследовательский центр ЭПР Университета штата Иллинойс).
В 1989 г. стал заведующим отделением кинетики и катализа ИХФ.
С 1990 г. был членом Основного совета международного ЭПР-общества.

## Награды
За разработку новых методов химической ЭПР-спектроскопии высокого разрешения в 1988 г. стал лауреатом Государственной премии СССР в области науки и техники. В 1994 г. за цикл работ, посвящённых развитию метода ЭПР-спектроскопии в сверхсильных полях, получил международную премию им. Е. К. Завойского.